# Tabanus weyrauchi
Tabanus weyrauchi är en tvåvingeart som beskrevs av Barretto 1949. Tabanus weyrauchi ingår i släktet Tabanus och familjen bromsar. Inga underarter finns listade i Catalogue of Life.